# Історія Гази

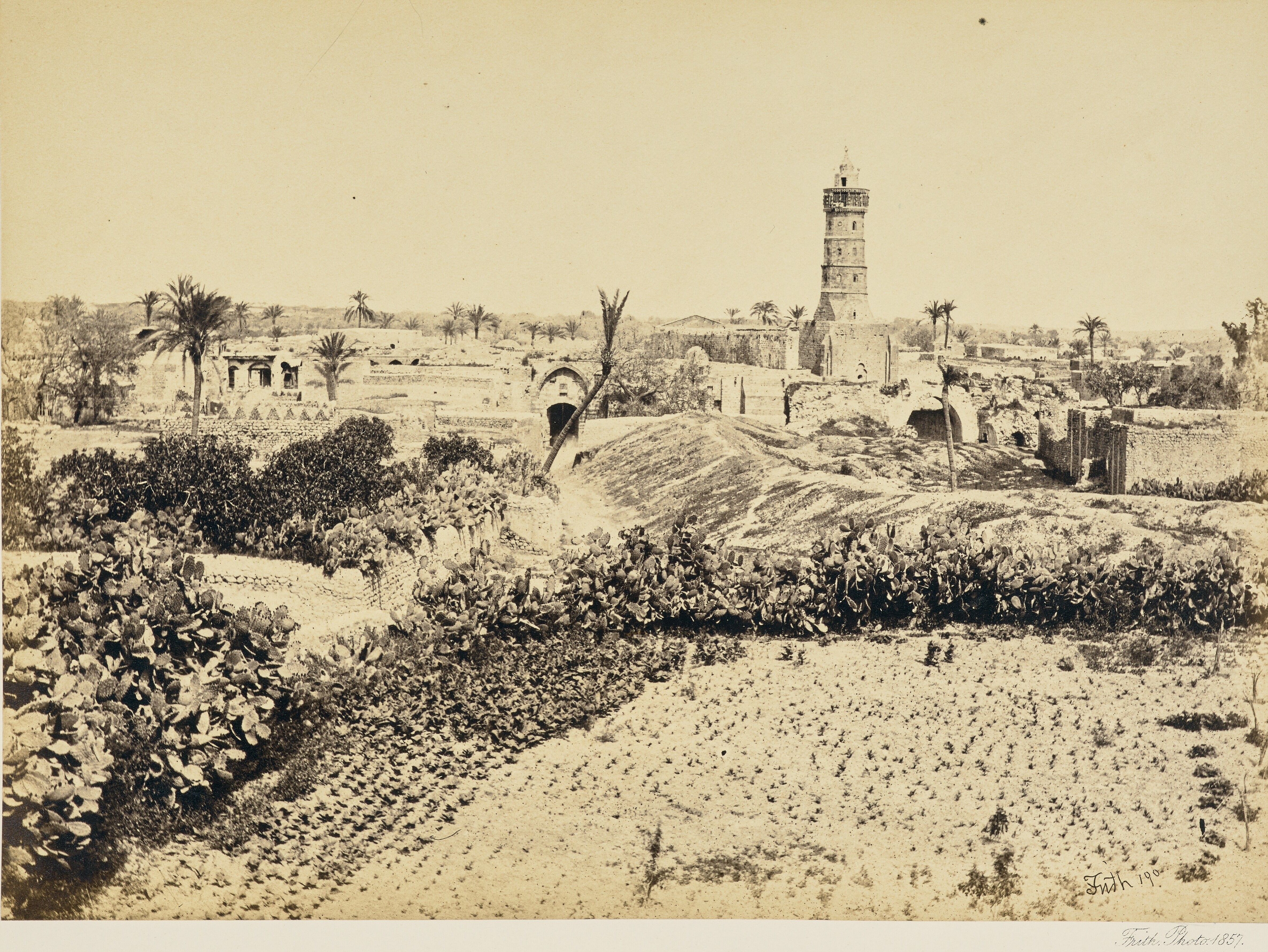
Старе місто Газа (1862—1863). Фотографія Френсіса Фріта

Відома історія Гази налічує 4000 років. Сектором правили, знищували та відбудовували різні династії, імперії та народи.
Спочатку це було Ханаанське поселення, але воно перебувало під контролем стародавніх Єгиптян протягом приблизно 350 років, перш ніж його завоювали та стали одним із головних міст Філістимлян. Газа стала частиною Ассирійської Імперії близько 730 року до нашої ери. Олександр Македонський обложив і захопив місто в 332 році до нашої ери. Більшість жителів було вбито під час штурму, а місто, яке стало центром Елліністичного навчання та філософії, було переселено сусідніми Бедуїнами. Територія регулярно переходила з рук в руки між двома грецькими королівствами-спадкоємцями, Селевкідами з Сирії та Птолемеями з Єгипту, поки її не обложили та не захопили Хасмонеї в 96 році до нашої ери.
Газа була відбудована Римським полководцем Помпеєм Магнусом і надана Іроду Великому через тридцять років. Протягом римського періоду Газа зберігала своє процвітання, отримуючи гранти від кількох різних імператорів. Протягом цього часу містом керував різноманітний сенат із 500 членів. Навернення до християнства в місті було розпочато та завершено за святого Порфирія, який зруйнував вісім язичницьких храмів між 396 і 420 роками нашої ери. Газа була завойована мусульманським генералом Амр ібн аль-Асом у 637 році нашої ери, і більшість жителів Гази прийняли іслам під час раннього мусульманського правління. Після цього місто переживало періоди розквіту та занепаду. Хрестоносці завоювали контроль над Газою у Фатімідів у 1100 році, але були вигнані Саладіном. Наприкінці 13 століття Газа була в руках Мамлюків і стала регіональною столицею. Він пережив золотий вік під час династії Рідванів, призначеної Османською імперією в 16 столітті.
Газа пережила руйнівні землетруси в 1903 і 1914 роках. У 1917 році під час Першої світової війни Британські війська захопили місто. Газа значно зросла в першій половині 20-го століття під обов'язковим правлінням. Населення міста збільшилося в результаті виїзду палестинців під час Арабо-Ізраїльської війни 1948 року. Газа стала центром протистояння під час Ізраїльсько-Палестинського конфлікту, будучи окупованою Ізраїлем протягом десятиліть. Місто було значною мірою зруйноване та позбавлене населення після війни Ізраїлю та ХАМАС.

## Бронзовий вік

### Тель ес-Сакан і Тель ель-Аджул

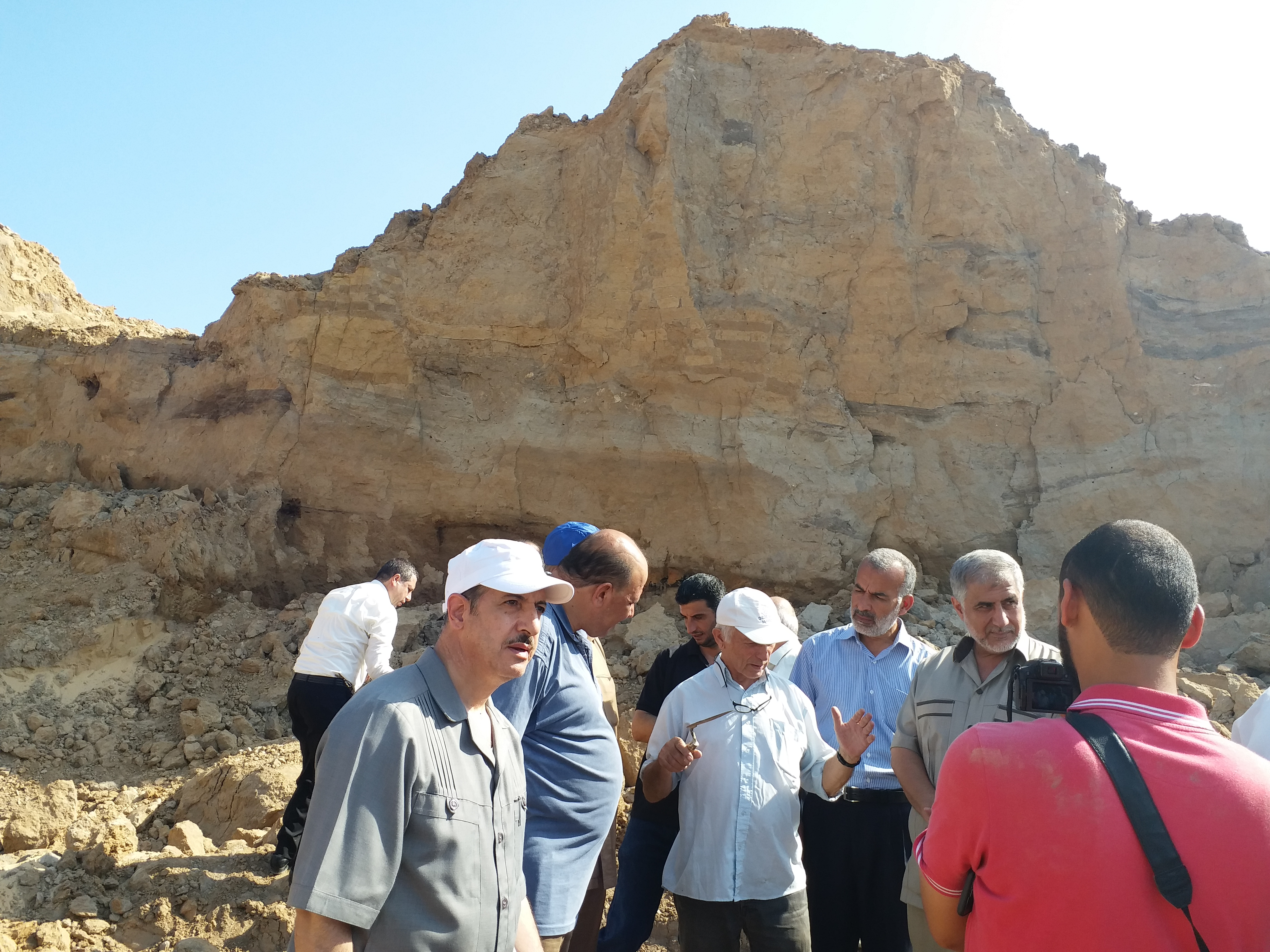
Частина Тель ес-Сакан у 2017 році. Він був заселений приблизно між 3300 р. до н. е. і 2400/2350 р. до н. е.

Поселення в регіоні Газа датується 3300–3000 рр. до н. е. у Телль-ас-Сакані — місці, розташованому на південь від сучасного міста Газа — яке починалося як давньоєгипетська фортеця, побудована на Ханаанській території. Телль ас-Сакан процвітав, коли ханаанські міста почали торгувати сільськогосподарськими товарами з єгиптянами. Однак, коли економічні інтереси Єгипту перемістилися на торгівлю кедром з Ліваном, роль Гази була зменшена до ролі порту для кораблів, що перевозять товари, і вона занепала в економічному плані. Місце було фактично покинуте і залишалося таким протягом II ранньої бронзової доби.
Газа знову насолоджувалася демографічним та економічним зростанням, коли місцеве ханаанське населення почало переселяти Телль-ас-Сакан приблизно в 2500 році, але в 2250 році ця територія пережила повний крах цивілізації, і всі міста в регіоні Гази були покинуті в 23 столітті до нашої ери. На його місці виникли напівкочові культури з пастушими таборами, що складалися з сільських сімейних осель, які продовжували існувати протягом IV ранньої бронзової доби. Міський центр, відомий як Телль-ель-Аджул, почав виникати всередині країни вздовж русла річки Ваді-Газза разом з аль-Мограка, яке, ймовірно, було поселенням-супутником менш ніж за 1 кілометр (0,62 миля) від Телль-ель-Аджул. ↘ Під час середньої бронзової доби Телль-ас-Сакан був найпівденнішим місцем на Ханаанській території, слугуючи фортом, а до 1650 року до н. Це місто було зруйноване приблизно через століття, коли гіксосів було вигнано з Єгипту. Єгипет знову заселив Газу, і Телль-ель-Аджул піднявся втретє в 15 столітті до нашої ери. Остаточно місто припинило своє існування в 14 столітті, наприкінці бронзового віку.

#### Історичний нарис
Приблизно в 16-17 століттях до н. Це місто служило адміністративною столицею Єгипту в Ханаані та було резиденцією єгипетського губернатора регіону. Будучи караванним пунктом стратегічного значення з найдавніших часів, він постійно брав участь у війнах між Єгиптом і Сирією та державами Месопотамії. Наприклад, єгипетський фараон Яхмос I завершив перемогу над гіксосами, завоювавши після трирічної облоги їхню твердиню Шарухен поблизу Гази.  Крім того, Газа часто зустрічалася в єгипетських і ассирійських записах. За Тутмоса III воно згадується на сирійсько-єгипетському караванному шляху та в листах Амарни як «ḫazzatu». Газа була в руках єгиптян 350 років.

## Залізний вік

### Філістимляни
Пряме правління Єгипту закінчилося в 12 столітті до нашої ери, коли Газа була заселена Філістимлянами, мореплавцями, культурними зв'язками з Егейським морем, після їхньої поразки від Рамзеса III. Потім він став частиною пентаполісу, ліги з п'яти найважливіших міст-держав Філістимлян.

### У єврейській Біблії
Газа також згадується в єврейській Біблії як місце, де Самсон був ув'язнений і зустрів свою смерть.
Згідно з біблійними розповідями, Газа підпала під владу Ізраїльтян під час правління царя Давида на початку 11 століття до нашої ери. Коли приблизно в 930 р. до н. е. розпалася Об'єднана монархія, згідно з Біблією, територія Філістимлян, включаючи Газу, стала частиною Юдейського королівства. Деякі історики сьогодні вважають, що ці історії про правління ізраїльтян/юдеї над Філістією не є історичними, а радше міфічними.
Вважається, що пророки Амос і Софонія пророкували, що Газа буде спустошена.

### Під Ассирією, Єгиптом, Персією, Вавилонією
Коли Ханаан упав під владу ассирійців під керівництвом Тіглатпаласара III і Саргона II близько 730 р. до н. е., Газа опинилася під владою ассирійців. У 7 столітті воно знову потрапило під контроль Єгипту, але в перський період (6-4 століття до н. е.) воно користувалося певною незалежністю і процвітало. У 601/600 рр. до н. е. вавилонський цар Навуходоносор II зазнав поразки від єгипетської армії під проводом фараона Нехо II в Мігдолі поблизу Гази;  однак він був захоплений Навуходоносором під час його другої невдалої кампанії вторгнення в Єгипет у 568 р. до н.  У 529 р. до н. е. Камбіз I невдало напав на Газу. Перші монети були викарбувані за зразком Афін приблизно в 420—410 роках до нашої ери.

## Елліністичний період

### Олександр, Птолемеї і Селевкіди

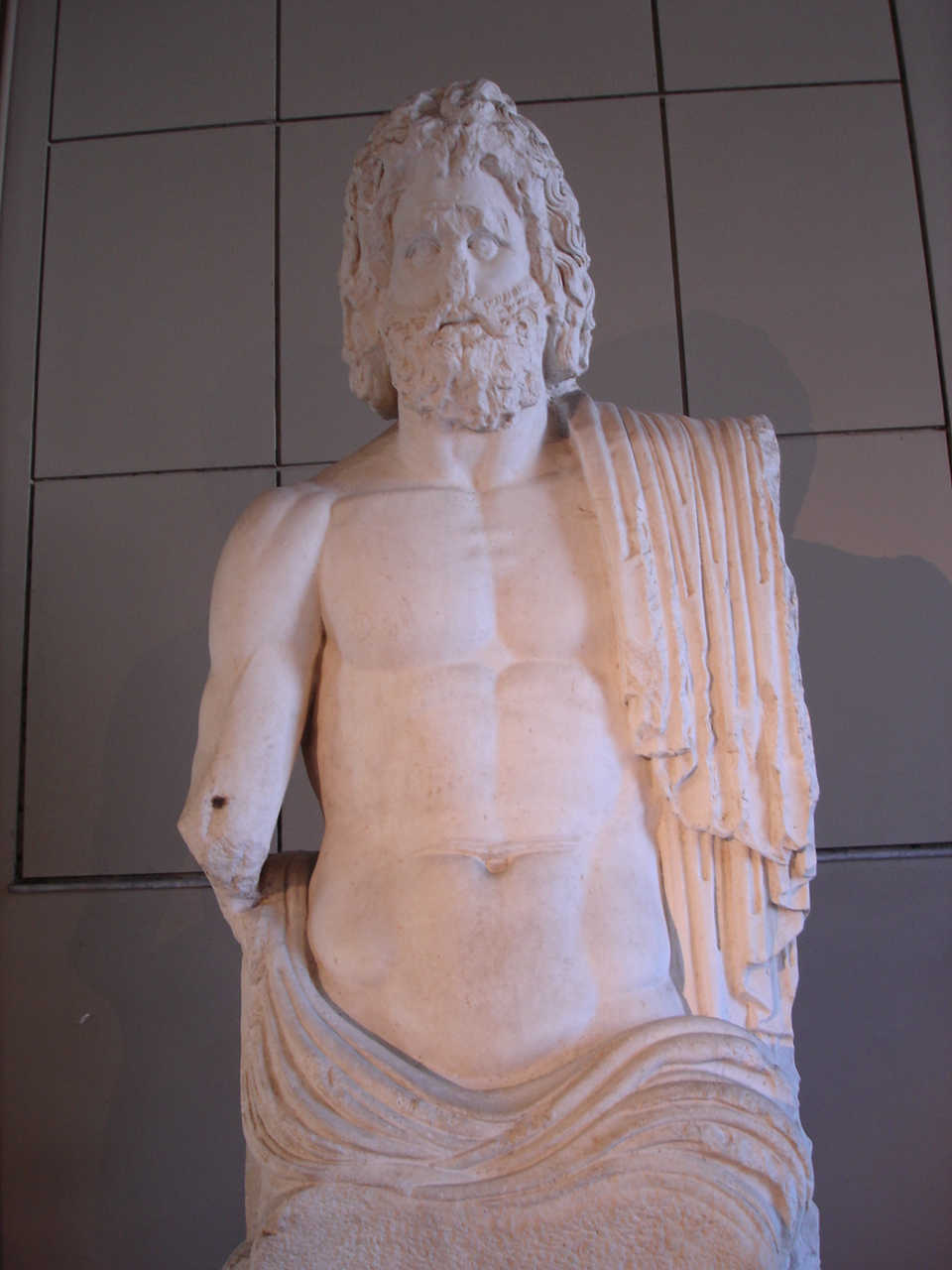
Статуя Зевса розкопана в Газі

Олександр Македонський облягав Газу — останнє місто, яке чинило опір його завоюванням на шляху до Єгипту — протягом п'яти місяців, нарешті захопивши його в 332 р. до н. Очолювана євнухом на ім'я Батіс і захищена арабськими найманцями, Газа витримувала облогу протягом двох місяців, поки не була подолана штурмом. Захисники, переважно місцеві, билися насмерть, а жінок і дітей забрали в полон. Місто було переселено сусідніми бедуїнами, які симпатизували правлінню Олександра. Потім він організував місто в поліс або " місто-державу ", і грецька культура прижилася в Газі, яка здобула репутацію процвітаючого центру еллінської науки та філософії. Належачи спочатку до царства Птолемеїв, воно перейшло після 200 року до нашої ери до Селевкідів.

### Набатеї та Хасмонеї
У I столітті до нашої ери та в першій половині цього століття це був середземноморський порт набатеїв, чиї каравани прибували туди з Петри або з Елата на Червоному морі. У 96 р. до н. е. цар Хасмонеїв Олександр Янней протягом року облягав місто, яке виступало на боці Птолемея IX Сотера проти нього.  Мешканці, які сподівалися на допомогу від набатейського царя Арети II, були вбиті, а їхнє місто зруйноване Яннеєм, коли Арета не прийшов їм на допомогу.

## Римський період
Газа була відбудована консулом Авлом Габінієм після того, як вона була включена до Римської імперії в 63 році до нашої ери під командуванням Помпея Магнуса. Римське правління принесло місту шість століть відносного миру та процвітання, яке стало жвавим портом і місцем торгівлі між Близьким Сходом і Африкою.

### Ірод; Перша римсько-єврейська війна
Газа була подарована Іроду Великому Римським імператором Августом у 30 році до нашої ери, де вона утворила окрему одиницю в його королівстві; і Косгабар, губернатор Ідумеї, відповідав за справи міста. Після поділу царства Ірода воно було підпорядковане проконсулу Сирії. Після смерті Ірода в 4 році до нашої ери Август приєднав його до провінції Сирія. У 66 році нашої ери Газа була спалена євреями під час повстання проти римлян. Проте він залишався важливим містом; тим більше після знищення Єрусалима Титом наступного року. Тит пройшов через Газу під час свого походу до Єрусалиму і знову, повертаючись. Після падіння Єрусалиму полонених продали в рабство до Гази.
Заснування римської провінції Аравія Петрея у 106 р. н. е. відновило торгові зв'язки з Петрою та Айлою.

### У Новому Завіті: Дії
У Діяннях Апостолів згадується, що Газа знаходиться на пустельному шляху з Єрусалима до Ефіопії. Євангелист Філіп пояснив християнське Євангеліє ефіопському євнуху, що знаходився на цій дорозі, і він охрестився в воді неподалік.

### Культура і адміністрація
Протягом римського періоду Газа була процвітаючим містом і отримувала гранти та увагу від кількох імператорів. Ним керував різноманітний сенат із 500 членів. Монетний двір Гази карбував монети, прикрашені бюстами богів та імператорів, у тому числі Гордіана III.  Під час свого візиту в 130 році нашої ери імператор Адріан, який прихильно ставився до Гази, особисто відкрив змагання з боротьби, боксу та ораторського мистецтва на новому стадіоні Гази. Місто було прикрашене багатьма язичницькими храмами, основним з яких був культ Марнаса. Інші храми були присвячені Зевсу, Геліосу, Афродіті, Аполлону, Афіні та Тихе. Після придушення повстання Бар-Кохби (132—136 рр. н. е.) полонених євреїв продавали як рабів у Газі.
Газа отримала статус римської колонії в якийсь момент після правління Гордіана III, можливо, за Валеріана або Галлієна.

### Християнізація на пізньоримсько-візантійському переході; Газа і Майума
Поширення християнства в Газі було розпочато Філіпом Арабським приблизно в 250 році нашої ери; спочатку в порту Майума, але пізніше в місто. Релігія зіткнулася з перешкодами, поширюючись серед населення країни, оскільки язичницьке поклоніння було сильним. У 299 році неперевірена кількість місцевих християн, які зібралися в Газі, щоб послухати читання християнських писань, була схоплена та понівечена римлянами. Крім того, його християни зазнали жорстоких репресій під час гонінь Діоклетіана в 303 році. Першим єпископом Гази був Филимон, який, як вважають, був одним із 72 учнів, але першим священнослужителем був святий Сільван, який під час переслідування Максиміном Дайя в 310 році був заарештований разом із приблизно 30 іншими християнами та засуджений до смерті.
Після реорганізації римських провінцій під керівництвом Діоклетіана Газа стала частиною Палестини Прими, однієї з пізніх римських провінцій. Офіційне визнання християнства Костянтином I не посилило симпатій до релігії в Газі. Хоча на Першому Нікейському соборі 325 року Газу представляв єпископ Асклепа, переважна більшість її жителів продовжувала поклонятися місцевим богам. У той час, коли Римська імперія розпадалася, Газа залишилася неушкодженою. У цей час жителі Майуми, як повідомляється, масово прийняли християнство. У 331 році Костянтин II вирішив відокремити його від язичницької Гази, надавши Майумі права міста та власний єпископський престол, незалежний від єпархії Гази. Юліан змінив цей процес під час свого правління у другій половині 4 століття. Хоча Майума мав власного єпископа, духовенство та єпархіальну територію, вона поділяла свої магістрати та адміністрацію з Газою. Після смерті Джуліана незалежність Майуми була відновлена, а суперництво між нею та Газою посилилося.

## Візантійський період

### Язичницько-християнські протиріччя
Протягом більшої частини 4 століття християнська громада була невеликою, бідною і не мала ніякого впливу в місті. Церква була незначною, і її члени не мали права займати політичні посади. Однак навернення до християнства в Газі було розпочато під керівництвом святого Порфирія між 396 і 420 рр Основним джерелом язичницько-християнських протиріч у Газі в цей час є біограф Порфирія Марк Диякон. У 402 році, після отримання указу від імператора Аркадія, усі вісім язичницьких храмів міста були знищені, а нехристиянське богослужіння було заборонено посланцем Кінегієм, замінивши переслідування християн переслідуванням язичників у пізній Римській імперії. Язичництво тривало, незважаючи на переслідування, і, згідно з традиційною християнською історією, християн все ще переслідували в місті, в результаті чого Порфирій вжив додаткових заходів. В результаті його переконання імператриця Елія Євдокія доручила будівництво церкви на руїнах храму Марна в 406 році. Зауважте, що, згідно з МакМалленом, цілком імовірно, що Порфирія навіть не існувало. Згідно з традиційною християнською історією, гоніння на християн не припинялися, але були менш жорстокими та частими, ніж раніше.
Велику синагогу VI століття з мозаїчною підлогою із зображенням царя Давида виявили в Газі. Напис свідчить, що підлога була подарована в 508—509 роках нашої ери двома братами-купцями.

### Територія
Газа зображена на мозаїчній карті VI століття, відомій як карта Мадаби. Його північний муніципальний кордон був позначений Ваді аль-Хесі, безпосередньо перед Аскалоном, а його південний кордон невідомий, але юрисдикція Гази не досягала Рафії. Міста Вітелія, Асалія, Ґераріт і Кіссуфім були включені до територій Гази. Його велике представлення, з якого збереглося приблизно половина, не можна легко пояснити, головним чином тому, що там були зроблені лише невеликі попередні розкопки, а також тому, що стародавня Газа покрита все ще заселеним Старим містом.

### Християнська золота ера
Близько 540 року Газа стала відправною точкою для паломництва на Синайський півострів. Це було важливе місто в ранньому християнському світі, і багато вчених викладали в його знаменитій школі риторики, зокрема вчений 6-го століття Прокопій з Гази або церковний історик Захарія Ретор. Знаменита церква Святого Сергія була побудована в цьому столітті серед інших будівельних проектів, таких як лазня, стоа та міська стіна, які були здійснені єпископом Марціаном і губернатором провінції Стефаном.
У той же час регіон навколо Гази став важливим чернечим центром, включаючи такі діячі, як Іларіон Газький, Варсануфій і Дорофей Газький, які мали великий вплив на візантійське та слов'янське чернецтво.

#### Економіка; виноробна промисловість
Зображення на карті Мадаби 6-го століття підтверджує думку про те, що Газа була найважливішим політичним і комерційним центром на південному узбережжі Палестини. Одним із товарів, які місто експортувало між четвертим і сьомим століттями, було вино, яке вирощували навколо міста, часто також культивували різні монастирі, що оточували місто, експортували по всьому Середземномор'ю та згадували такі письменники, як Ієронім, Сидоній Аполлінарій з Галлі та Ісидор Севільський.

## Ранній мусульманський період

### Рашидунський період

#### Арабські мусульманські завоювання
Серед грекомовного християнського населення міста вже були навернені в іслам до капітуляції Гази перед мусульманами. Ближче до кінця візантійської ери Газа стала домом для все більш впливової групи арабських торговців з Мекки, включаючи Умара ібн аль-Хаттаба, який згодом став другим правителем ісламського халіфату. Мухаммад не раз відвідував місто ще до того, як став пророком ісламу.
У 634 році Газа була обложена армією Рашидуна під командуванням генерала Амра ібн аль-Аса за підтримки Халіда ібн аль-Валіда після битви при Аджнадаїні між Візантійською імперією та Рашидунським халіфатом у центральній Палестині. Перемога мусульман під Аджняйном дала їм контроль над більшою частиною сільської місцевості Палестини, але не над великими містами з гарнізонами, такими як Газа. Після того, як Умар змінив Абу Бакра на посаді халіфа (глави халіфату), війська Рашидуна почали докладати більших зусиль для завоювання території Візантії. Під час трирічної облоги Гази єврейська громада міста воювала разом із візантійським гарнізоном. Влітку 637 року війська Амра прорвали облогу і захопили Газу, убивши її візантійський гарнізон, але не атакуючи її жителів. Перемога Амра пояснюється поєднанням арабської стратегії, слабкості Візантії та впливу арабських жителів Гази. Вважається, що це місце, де був похований прадід Мухаммеда Хашим ібн Абд Манаф, який також жив як купець у Газі, але не було зруйноване переможною арабською армією.

#### Ісламізація
Прихід арабів-мусульман приніс кардинальні зміни в Газу; його церкви були перетворені на мечеті, включаючи собор Іоанна Хрестителя (раніше храм Марнаса), який став Великою мечеттю Гази. Населення Гази відносно швидко прийняло іслам як свою релігію на відміну від сільської місцевості міста. Згодом офіційною мовою стала арабська. Християнське населення було зведено до незначної меншості, а самаритяни передали своє майно первосвященикові та втекли зі сходу міста після мусульманського завоювання.

### Адміністративний район
Під час правління Рашидуна Газа була передана під управління Джунд Філастін («Округ Палестина») провінції Білад аш-Шам і продовжувала бути частиною округу під послідовними халіфатами Омейядів і Аббасидів.

### Період Омейядів
При Омейядах Газа була другорядним адміністративним центром. У 672 році в місті стався землетрус, але відомостей про його наслідки мало. За правління призначених халіфом намісників християни та євреї оподатковувалися, хоча їхнє поклоніння та торгівля продовжувалися, як зазначено в працях єпископа Віллібальда, який відвідав місто в 723 році Тим не менш, експорт вина та оливок скоротився, і загальний добробут Палестини та Гази впав.

### Аббасидський період
750 рік став кінцем правління Омейядів у Палестині та приходом Аббасидів, а Газа стала центром написання ісламського права. У 767 році Мухаммад ібн Ідріс аш-Шафії народився в Газі і прожив там своє раннє дитинство; аш-Шафії заснував одну з видатних фікхів (правових шкіл) сунітського ісламу, названу на його честь Шафії.
У 796 році місто було спустошено арабськими племенами під час громадянської війни. Відповідно до перського географа Істахрі, який писав, що купці розбагатіли там, "тому що це місце було чудовим ринком для людей Хіджазу ", Газа, очевидно, відновилася до 9 століття. Християнський письменник, який писав у 867 році, описав його як «багатий усім». Однак час від часу порт Гази занедбувався під арабським правлінням, і загальний занепад торгівлі послідував через міжусобиці між правителями Палестини та бедуїнськими бандитами, які переривали сухопутні торговельні шляхи до міста.

### Тулуніди і Фатіміди
З 868 по 905 рік Газою правили Тулуніди, а близько 909 року вплив Фатимідів з Єгипту почав зростати, що призвело до повільного занепаду міста. Апельсин був завезений у цей регіон з Індії у 943 році. У 977 році Фатиміди уклали угоду з сельджуками, за якою Фатиміди мали контролювати Газу та землі на південь від неї, включаючи Єгипет. До 985 року н. е., під час правління Фатимідів, арабський географ аль-Мукаддасі описав Газу як «велике місто, що лежить на головній дорозі до Єгипту на кордоні з пустелею. Тут є прекрасна мечеть, а також пам'ятник халіфу Умару». Арабомовний поет Сулейман аль-Газзі, який пізніше став єпископом міста, написав багато віршів, що тематизують труднощі, яких зазнали палестинські християни під час правління халіфа аль-Хакіма. Інший поет, Абу Ісхак Ібрагім аль-Газзі, народився в місті в 1049 році.

## Період хрестоносців/Айюбідів
Хрестоносці вирвали контроль над Газою у Фатимідів у 1100 році. За словами літописця Вільгельма Тирського, хрестоносці знайшли його безлюдним і в руїнах. Не маючи змоги повністю укріпити вершину пагорба, на якій було збудовано Газу, через брак ресурсів, король Болдуїн III збудував там невеликий замок у 1149 році. Захоплення Гази завершило військове оточення міста Аскалон, що утримувався Фатимідами, на півночі. Після будівництва замку Болдуїн передав його та навколишню територію лицарям-тамплієрам. Він також перетворив Велику мечеть на собор Святого Івана.
У 1154 році арабський мандрівник аль-Ідрісі писав, що Газа «сьогодні дуже густонаселена і перебуває в руках хрестоносців». Вільгельм Тирський підтверджує, що в 1170 році цивільне населення було переконано зайняти територію за межами замку та встановити слабкі укріплення та брами навколо громади. Того ж року король Єрусалиму Амальріх I вивів тамплієрів з Гази, щоб допомогти йому проти військ Айюбідів, що базувалися в Єгипті, очолюваних Саладіном у сусідньому Дарумі. Однак Саладін ухилився від військ хрестоносців і замість цього напав на Газу, зруйнувавши місто, побудоване за стінами замку, та вбивши його мешканців після того, як їм відмовили в притулку в замку, яким на той час керував Майлз з Плансі. Сім років по тому тамплієри готувалися до чергової оборони Гази від Саладіна, але цього разу його війська обрушилися на Аскалон. У 1187 році, після капітуляції Аскалона, тамплієри здали Газу в обмін на звільнення свого господаря Жерара Рідфортського. Потім у 1191 році Саладін наказав зруйнувати міські укріплення. Через рік, після відвоювання міста, Річард Левове Серце, очевидно, знову укріпив його, але стіни були розібрані в результаті Рамльського договору, укладеного через кілька місяців у 1193 році.
За словами географа Абу аль-Фіди, на початку 13 століття Газа була містом середнього розміру, що мало сади та морське узбережжя. Айюбіди збудували район Шуджайя — перше розширення Гази за межі Старого міста.

## Мамлюцький період

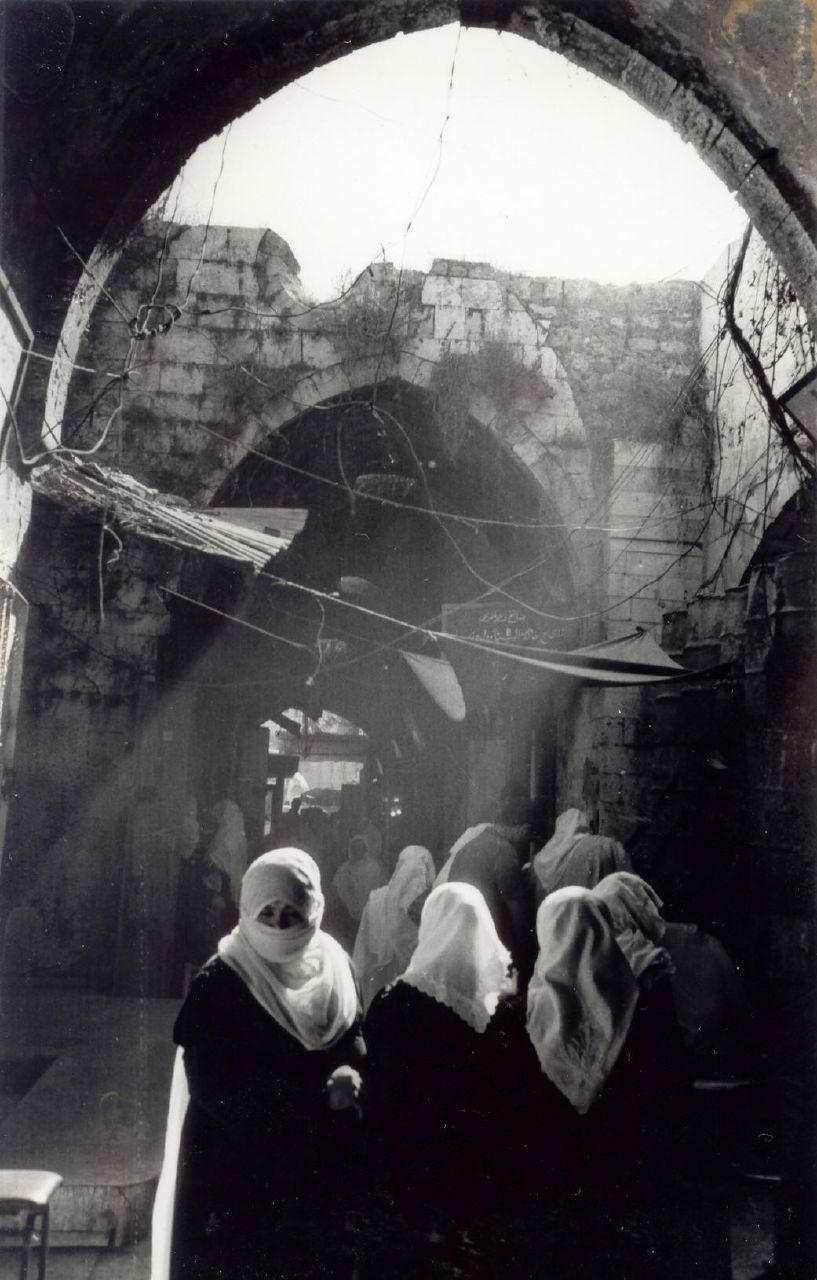
Золотий ринок у Газі датується періодом мамлюків

Правління Айюбідів фактично закінчилося в 1260 році, після того, як монголи під керівництвом Хулагу-хана повністю знищили Газу — найпівденнішу точку завоювання Хулагу. Хулагу залишив свою армію в Газі після того, як його відкликали через смерть монгольського імператора, а мамлюцький генерал аз-Захір Бейбарс згодом вигнав монголів з міста та знову розгромив їх під Айн-Джалутом у долині Харод поблизу Байсана у 1260 році. Його проголосили султаном Єгипту на шляху назад з поля бою після вбивства султана Кутуза. Байбарс проходив через Газу шість разів під час своїх експедицій проти залишків держав хрестоносців та монголів між 1263 і 1269 роками.
Панування мамлюків розпочалося в 1277 році, коли Газа спочатку була невеликим селом на території Рамли. У 1279 році султан аль-Мансур Калавун розташувався табором у Газі протягом п'ятдесяти днів під час походу проти монголів.

## Британський мандат

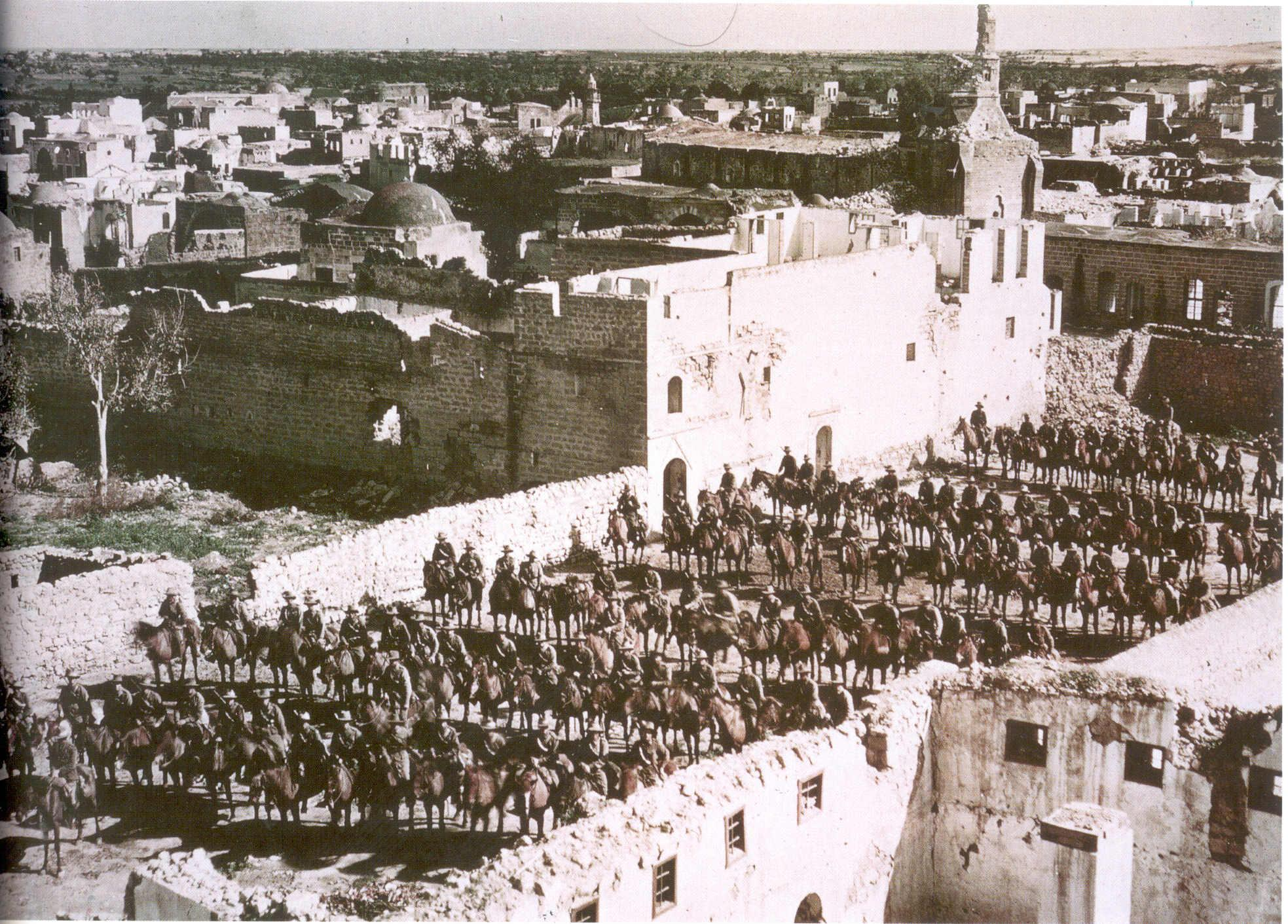
Газа після капітуляції британським військам, 1918 рік

Після Першої світової війни Ліга Націй надала квазіколоніальну владу над колишніми османськими територіями Великобританії та Франції, а Газа стала частиною британського мандату Палестина.
Під час заворушень у Палестині 1929 року єврейський квартал Гази було знищено, і більшість із п'ятдесяти єврейських сімей Гази покинули місто. У 1930-х і 1940-х роках Газа зазнала значного розширення, з новими районами, такими як Рімал і Зейтун, які були побудовані вздовж узбережжя, а також на південних і східних рівнинах. Постраждалі внаслідок заворушень території піддалися реконструкції. Більшість фінансування цих розробок надійшло від міжнародних організацій та місіонерських груп.
Військове кладовище Гази, одне з багатьох у світі військових кладовищ Співдружності, містить могили солдатів Британської імперії та Співдружності, починаючи з Першої світової війни. Більшість могил (3082 з 3691) є британськими, але є також могили 263 австралійців, 50 індійців, 23 новозеландців, 23 канадців, 36 поляків і 184 турецьких могил часів Османської імперії, а також невелика кількість південноафриканських, грецьких, єгипетських, німецьких, французьких і югославських солдатів.

## Єгипетський контроль
Після закінчення арабо-ізраїльської війни 1948 року Єгипет контролював Газу та прилеглу територію, яка стала називатися Сектором Газа. Зростаюче населення Гази було збільшене напливом біженців, які тікали з сусідніх міст, селищ і сіл, які були захоплені Ізраїлем. З 1948 по 1959 рік Газа номінально перебувала під юрисдикцією Всепалестинського уряду, організації, створеної Лігою арабських держав під час арабо-ізраїльської війни 1948 року, нібито як уряд звільненої Палестини. Однак уряд був неефективним, не впливаючи або не впливаючи на події в Газі, і був розпущений Каїром у 1959 році. Єгипетська окупація сектора Газа була припинена на чотири місяці під час Суецької кризи 1956 року.
Після виведення Ізраїльських військ президент Єгипту Гамаль Абдель Насер провів кілька реформ у Газі, включаючи розширення можливостей освіти та державних послуг, надання житла та створення місцевих сил безпеки. Як і в Єгипті, політична діяльність у Газі була суттєво обмежена, але спонсорований урядом Арабський національний союз був створений замість Загальнопалестинського уряду, який Насер скасував у 1959 році, що дало громадянам міста більше голосу в національній політиці. У 1959 році, після скасування загальнопалестинського уряду, Газа офіційно стала частиною Об'єднаної Арабської Республіки, союзу Сирії та Єгипту, під панарабською політикою Насера. Насправді, однак, Газа перебувала під прямим єгипетським військовим управлінням, яке також продовжувалося після виходу Сирії з ОАР невдовзі після цього. Коли Організація Визволення Палестини (ОВП) була заснована в 1964 році, Насер формально, але не практично, проголосив, що вона утримуватиме владу над Газою, а через рік було запроваджено призов до Армії визволення Палестини.

## Ізраїльський контроль

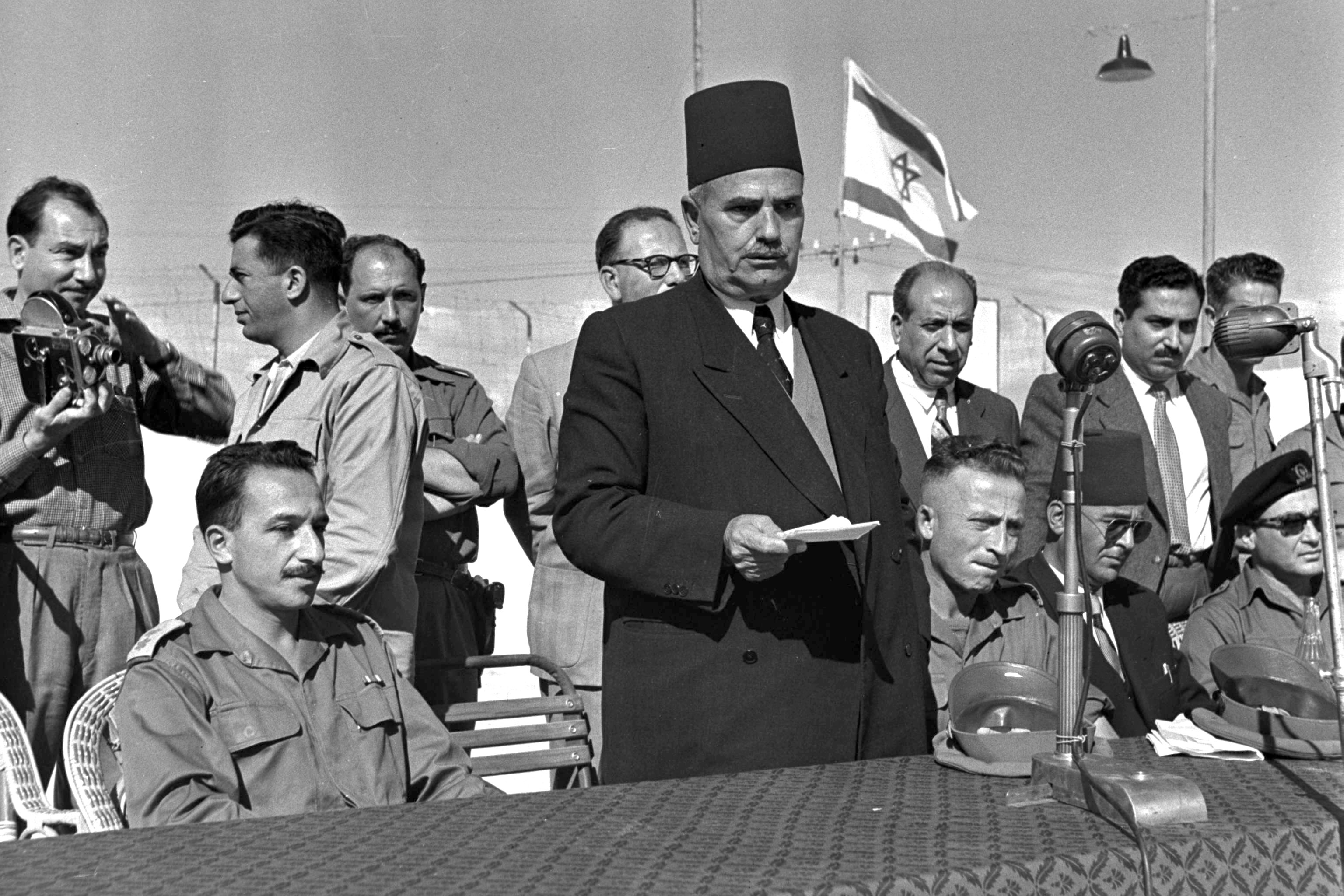
Новопризначений мер Гази, Рушді аль-Шава, виступає на церемонії інавгурації муніципальної ради Гази, 26 листопада 1956 р.

Газа була окупована Ізраїлем у 1967 році після Шестиденної війни. Ізраїль створив Ізраїльське військове губернаторство для управління захопленими ним територіями, включаючи Газу.  Ізраїльські поселення почали створювати в секторі Газа.
Організована збройна боротьба проти Ізраїлю в Газі досягла піку між 1969 і 1971 роками, але була в основному придушена Армією оборони Ізраїлю (ЦАХАЛ) під командуванням Аріеля Шарона. Бойовики атакували арабів, які працювали в ізраїльських компаніях, і в одному випадку вбили єврейську сім'ю. У відповідь Шарон провів річну операцію, санкціоновану Шломо Газітом, яка передбачала руйнування будинків і залучення спеціальних груп вбивць, які вбивали підозрюваних. Ізраїль також почав створювати табори для затриманих, заарештовуючи сім'ї підозрюваних підозрюваних і деяких молодих людей Гази, яких ні в чому не звинувачували. Мета полягала в тому, щоб переконати інші сім'ї дозволити своїм синам приєднатися до ФАТХ. Табори були розташовані у віддалених пустельних районах, утримуючи до 50 осіб. Червоний Хрест назвав поводження з ув'язненими там «нещадним».

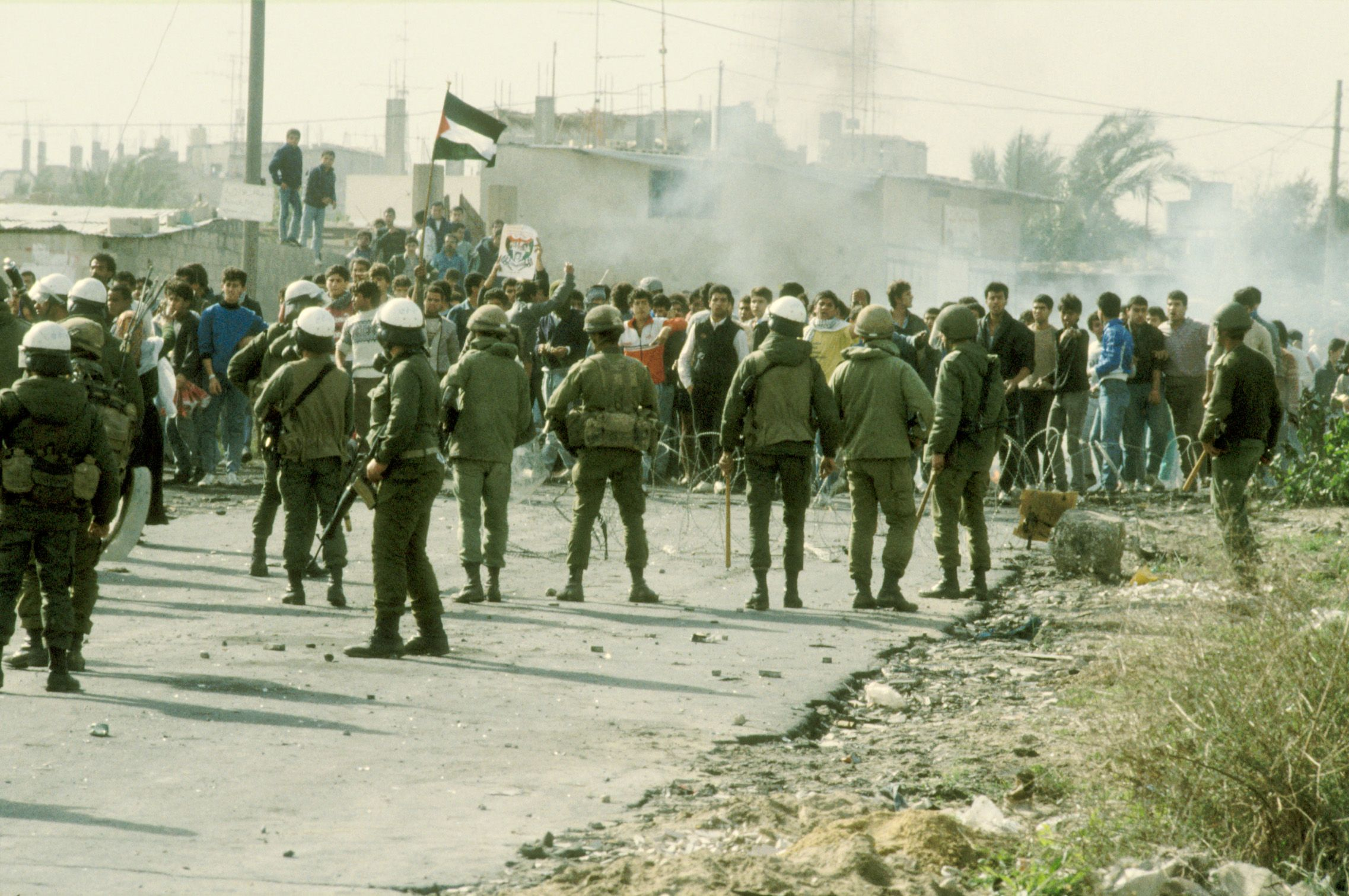
Ізраїльські солдати та палестинські протестувальники в Газі під час Першої інтифади, 1987 рік

У 1971 році Армія оборони Ізраїлю знищила частини табору біженців Аль-Шаті, щоб розширити дороги з міркувань безпеки. Ізраїль розробив нові житлові проекти поблизу, що призвело до створення північного району Шейх Радван. Агентство ООН з допомоги пораненим та організації робіт та Організація визволення Палестини голосно виступили проти цього кроку, стверджуючи, що це було примусове переселення. У 1972 році військовий губернатор Гази звільнив мера міста Рашада аль-Шавву за відмову анексувати табір аль-Шаті до муніципалітету Гази. Після 1970-х років у місті спалахували часті конфлікти між палестинцями та ізраїльською владою.
У грудні 1987 року на окупованих територіях почалося повстання, яке отримало назву Першої інтифади. Газа стала центром протистояння під час цього повстання, що призвело до 142 смертей і руйнування економіки.

## Палестинська адміністрація

### Палестинська автономія
У вересні 1993 року, після першої інтифади, лідери Ізраїлю та ООП підписали угоди в Осло, які дозволили палестинцям керувати сектором Газа та містом Єрихон на Західному березі річки Йордан. Це було реалізовано в 1994 році, і ізраїльські війська вийшли з Гази, залишивши нову Палестинську адміністрацію (ПА) для управління та охорони міста. На чолі з Ясіром Арафатом ПА обрала Газу своєю першою штаб-квартирою в провінції. Новостворена Палестинська національна рада провела свою інавгураційну сесію в Газі в березні 1996 року.
У 2000 році після провалу Кемп-Девідського саміту 2000 року почалося ще одне палестинське повстання, яке отримало назву Друга інтифада.  Газа знову стала зоною протистояння.

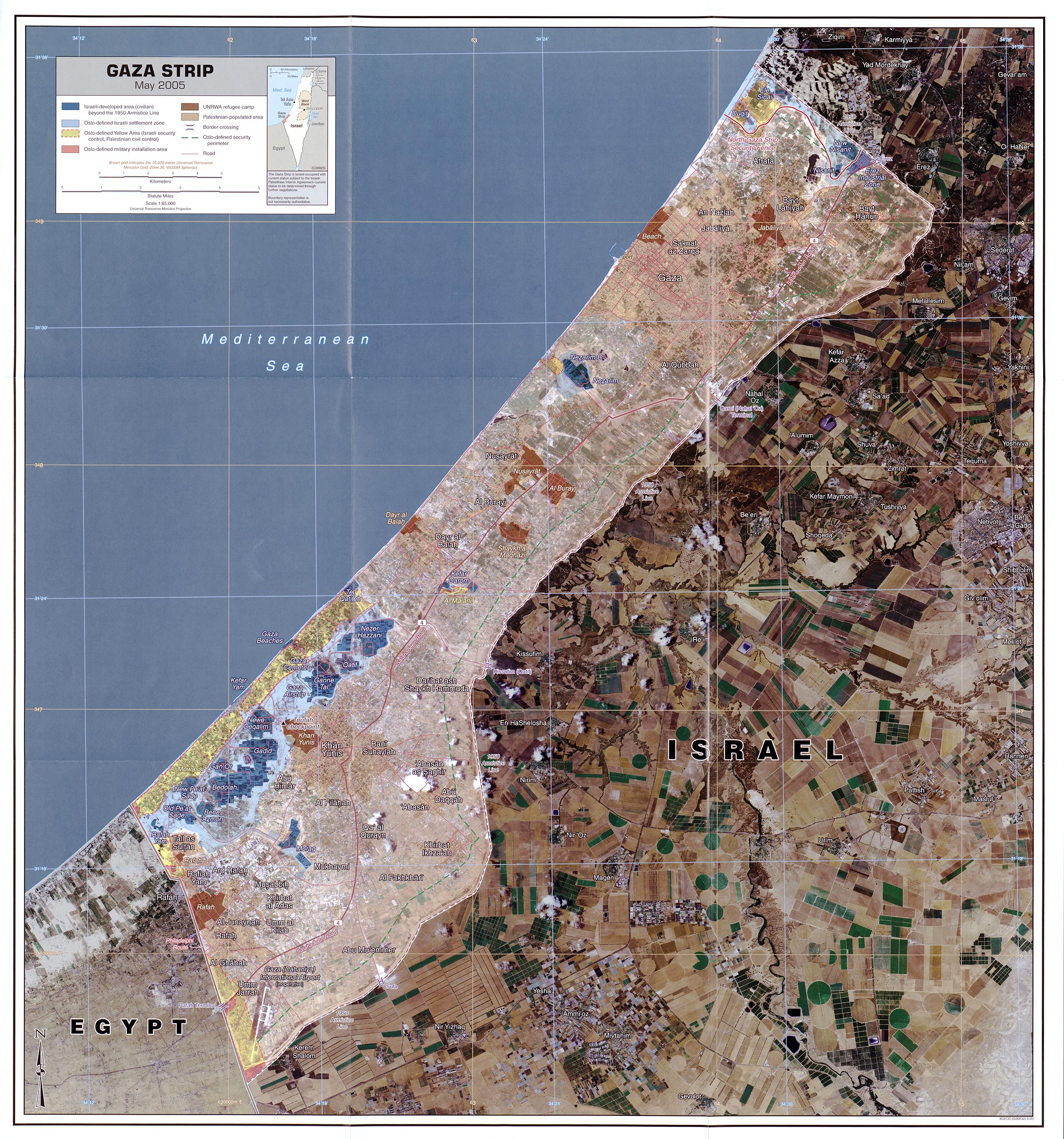
Карта сектора Газа в травні 2005 року. Основні населені пункти заштриховані синім кольором.

У 2005 році Ізраїль реалізував свій односторонній план розмежування, згідно з яким він повністю вивів ізраїльські збройні сили та поселення із сектора Газа. Насильство під час Другої інтифади сприяло прийняттю цього рішення.
У 2006 році сунітсько — ісламістське угруповання ХАМАС перемогло на парламентських виборах у Палестині проти ФАТХ, у результаті чого було створено уряд на чолі з угрупованням. Напруга між групами призвела до підписання угоди про розподіл влади в Мецці. Однак ця напруженість тривала і завершилася короткою громадянською війною, в результаті якої ХАМАС захопив контроль над сектором Газа. ХАМАС було вигнано з ПА, яка зберегла контроль над Західним берегом.

### Захоплення ХАМАС і конфлікт з Ізраїлем
Після захоплення ХАМАС Ізраїль заблокував сектор Газа та ввів обмеження на пересування. Ця політика призвела до подальшої бідності та зменшення ресурсів у місті. ХАМАС здійснив ракетний удар по Ізраїлю, щоб натиснути на нього з метою зняття блокади.
Наприкінці 2008 року Ізраїль здійснив рейд на частину сектора Газа, щоб знищити тунелі ХАМАС, що призвело до сутичок і короткої війни. Ізраїль оточив і вторгся в Газу, сильно бомбардуючи місто. На початку 2009 року було досягнуто припинення вогню, і Ізраїль вийшов із Смуги. У результаті війни загинуло понад 1000 жителів Гази.
У 2014 році Ізраїль розпочав війну проти ХАМАС, щоб зупинити його ракетний обстріл. Ізраїль бомбардував Смугу і місто, і зрештою вторгся в нього. Ізраїль увійшов до району Шуджайя, що призвело до бою з великими жертвами серед цивільного населення. Після того, як Ізраїль знищив велику кількість тунелів ХАМАС, він пішов із сектора Газа, і незабаром після цього було застосовано припинення вогню. За даними ООН, у війні загинув 2251 житель Гази, 65 відсотків з яких були цивільними.
У 2023 році ХАМАС вторгся на південь Ізраїлю та вбив понад 800 ізраїльських цивільних осіб, а також взяв 251 заручника. Ізраїль жорстко помстився, запровадивши повну блокаду Сектору Гази та бомбардуючи його. Готуючись до наземного вторгнення, Ізраїль наказав евакуювати 1,1 мільйона людей із північної частини сектора Газа. Невдовзі Ізраїль оточив і вторгся в місто, окупувавши його протягом восьми місяців.
Газа залишилася здебільшого безлюдною, у місті залишилося лише близько 300 000 людей. Населення, що залишилося, постраждало від гуманітарної кризи та голоду, спричинених війною. 70 відсотків міста було знищено авіаударами, а понад 40 000 людей загинули в Стрипі. Ізраїль звинуватили у вчиненні геноциду палестинців у Газі під час війни, а Південна Африка порушила справу проти Ізраїлю в Міжнародному суді.

## Хронологія суверенітету над Газою
Червоні смуги в хронології нижче позначають періоди, протягом яких зазначена група мала обмежене самоврядування, а не суверенітет.